# Jeb Hensarling

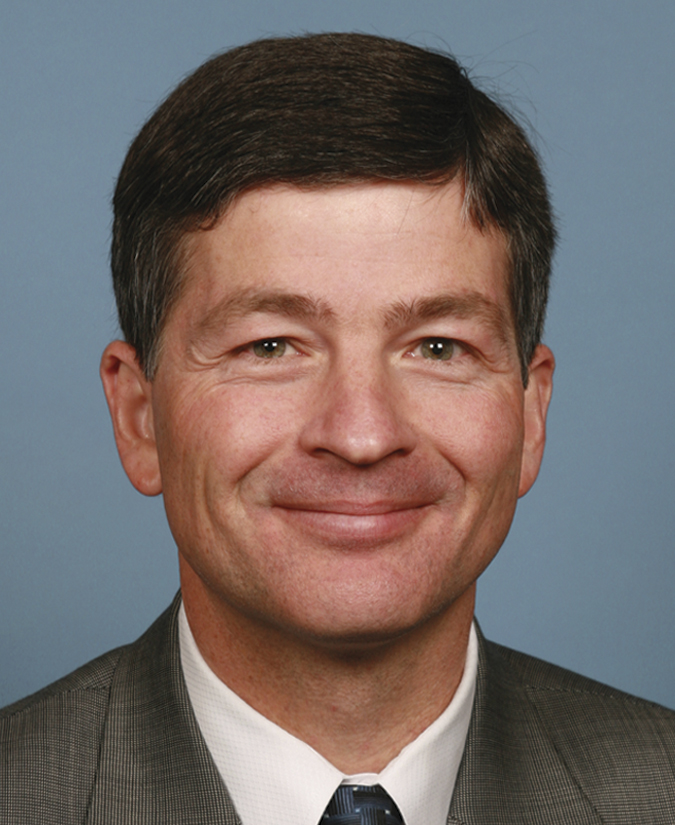
Jeb Hensarling (2011)

Jeb Hensarling (* 29. Mai 1957 in Stephenville, Erath County, Texas) ist ein US-amerikanischer Politiker der Republikanischen Partei. Von 2003 bis 2019 vertrat er den Bundesstaat Texas im US-Repräsentantenhaus.

## Werdegang
Jeb Hensarling studierte bis 1979 an der Texas A&M University. Nach einem anschließenden Jurastudium an der University of Texas in Austin und seiner im Jahr 1982 erfolgten Zulassung als Rechtsanwalt begann er in diesem Beruf zu arbeiten. Zwischen 1985 und 1989 gehörte er zum Beraterstab von US-Senator Phil Gramm. Danach wurde er in der privaten Wirtschaft tätig. Er wurde Vizepräsident zweier Firmen und 2001 Vorstandsvorsitzender der Family Support Assurance Corporation.
Hensarling war ab 1993 für die Brüder Sam und Charles Wyly tätig, nahm dann jedoch eine Auszeit, um für Phil Gramms Präsidentschaftsbewerbung zu arbeiten. Nach dem Scheitern dieser Kampagne kehrte Hensarling kurz zu den Wyly-Brüdern zurück, machte sich dann aber 1996 selbstständig mit seiner eigenen Beratungsfirma San Jacinto Ventures.
Politisch schloss sich Hensarling der Republikanischen Partei an. Bei den Kongresswahlen des Jahres 2002 wurde er im fünften Wahlbezirk von Texas in das US-Repräsentantenhaus in Washington, D.C. gewählt, wo er am 3. Januar 2003 die Nachfolge von Pete Sessions antrat, der in den 32. Distrikt wechselte. Da er bei allen folgenden Wahlen, bis einschließlich der des Jahres 2016, wiedergewählt wurde, konnte er sein Mandat bis zum 3. Januar 2019 ausüben. Bei der Kongresswahl 2018 trat er nicht wieder an und schied damit aus dem Repräsentantenhaus aus. Sein Nachfolger wurde der Republikaner Lance Gooden. Er war Mitglied und Vorsitzender des Finanzausschusses und Mitglied im Sonderausschuss zur Defizitreduzierung; außerdem saß er in zwei Unterausschüssen. Hensarling gilt als konservativ. Zwischen 2007 und 2009 war er Vorsitzender des Republican Study Committee; und von 2011 bis 2013 war er der Vorsitzenden (Republican Conference Chair) der House Republican Conference. Hensarling war auch als möglicher Nachfolger der im Jahr 2012 nicht mehr kandidierenden US-Senatorin Kay Bailey Hutchison im Gespräch. Im Vorfeld der Präsidentschaftswahlen des Jahres 2016 unterstützte Hensarling Ted Cruz.
Im April 2019, drei Monate nach seinem Ausscheiden aus dem US-Repräsentantenhaus, erhielt Hensarling einen Posten als Vice Executive Chairman bei UBS America.
Als Vorsitzender des Finanzausschusses im Repräsentantenhaus betrieb Hensarling eine Rücknahme der unter Obama eingeführten Bankenregulierung.